# Złote Łany (Bielsko-Biała)
Złote Łany (niem. Goldflur) – dzielnica zwyczajowa Bielska-Białej i pokrywająca się z nią jednostka pomocnicza gminy położona na południowy wschód od centrum miasta, na stokach wzgórza o tej samej nazwie. Jest zajmowana głównie przez dwa zespoły mieszkaniowe: osiedle Złote Łany i osiedle Langiewicza. Historycznie część Lipnika. W 2017 była zamieszkiwana przez 14 439 osób.

## Położenie
Granice Złotych Łanów jako jednostki pomocniczej gminy wyznaczają:
- na zachodzie: ulica Żywiecka – granica z Leszczynami i Osiedlem Grunwaldzkim
- na południu: początkowy i końcowy odcinek ulicy Łagodnej oraz nieregularna linia biegnąca w rejonie ulicy Akademii Umiejętności, Dobrej i za budynkiem Szkoły Podstawowej nr 33 – granica z Leszczynami
- na wschodzie: linia prosta na przedłużeniu ulicy Brackiej – granica ze Straconką
- na północy: ulica Tuwima (na środkowym odcinku) lub linia zbliżona do niej – granica z Lipnikiem (właściwym) i Osiedlem Grunwaldzkim

Cały ten obszar wchodzi w skład obrębu ewidencyjnego Lipnik.

## Historia

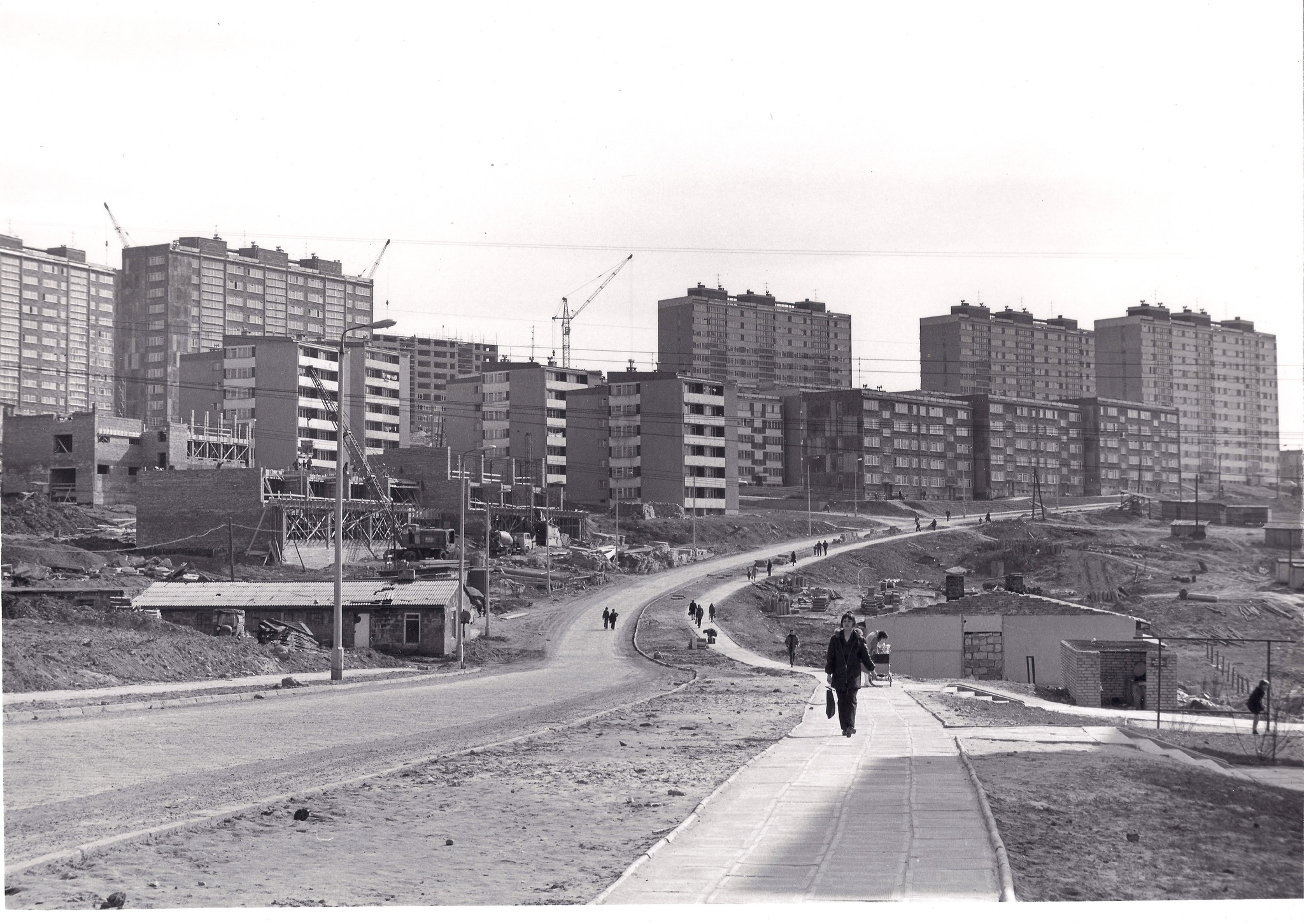
Ulica Jutrzenki w 1974

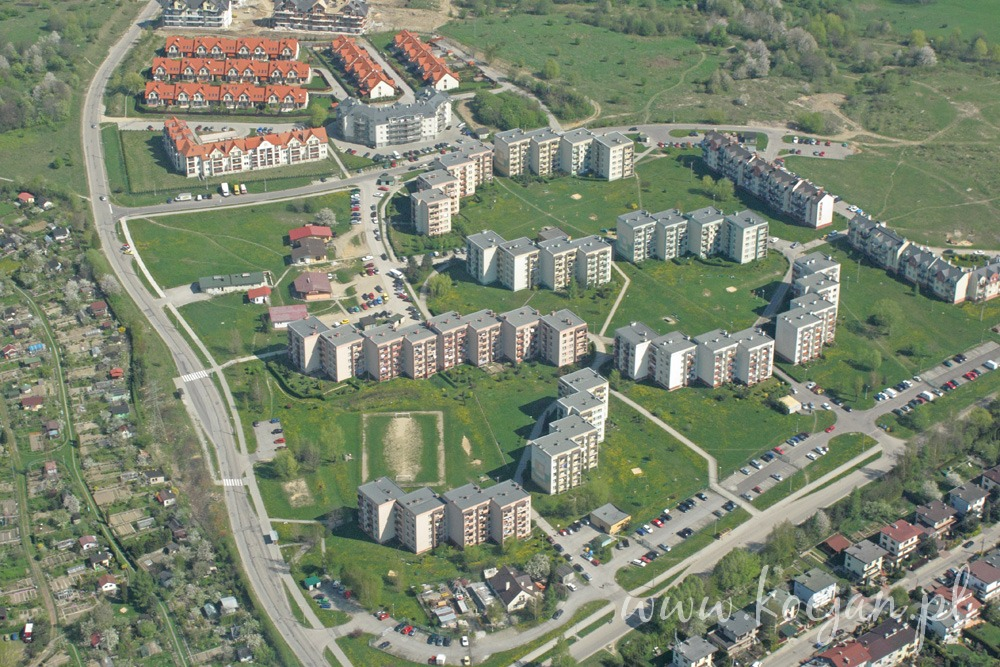
Osiedle Langiewicza w 2008

Złote Łany historycznie należą do Lipnika i wraz z nim weszły w skład miasta Białej w 1925. 
Na początku XIX wieku, prawdopodobnie w czasie budowy szosy cesarskiej do Żywca (obecna ulica Żywiecka) w latach 1818–1820, powstało tu kilka kamieniołomów. Największe z nich znajdowały się w centrum dzisiejszego osiedla, w rejonie ulic Jutrzenki i Tuwima. Na początku XX wieku dobra złotołańskie należały do Benedykta Nahowskiego.
Urbanizacja dzielnicy rozpoczęła się w okresie międzywojennym i była początkowo skoncentrowana na zabudowie jednorodzinnej w pobliżu ulicy Żywieckiej. W latach 1970–1975 wybudowano wielkopłytowe osiedle Złote Łany wraz z zapleczem usługowym według projektu Zbigniewa Niklewicza. W latach 1984–1990 powstało w rejonie ulicy Urodzajnej i Złotych Kłosów osiedle Langiewicza według projektu Stanisława Gawlasa, którego rozbudowę kontynuowano w latach 90. i w XXI wieku w formie inwestycji deweloperskich (Złote Wzgórze 2009, Osiedle Pogodne 2012, Osiedle Siewna 2016–2019, Osiedle Urodzajna 2019). W latach 1983–1991 został wzniesiony katolicki kościół parafialny pod wezwaniem św. Józefa, którego budowa była przedmiotem długoletnich sporów z władzami komunistycznymi.
W 2002 utworzone zostało osiedle (w rozumieniu jednostki pomocniczej gminy) o nazwie Złote Łany obejmujące cały obszar dzielnicy.

## Galeria

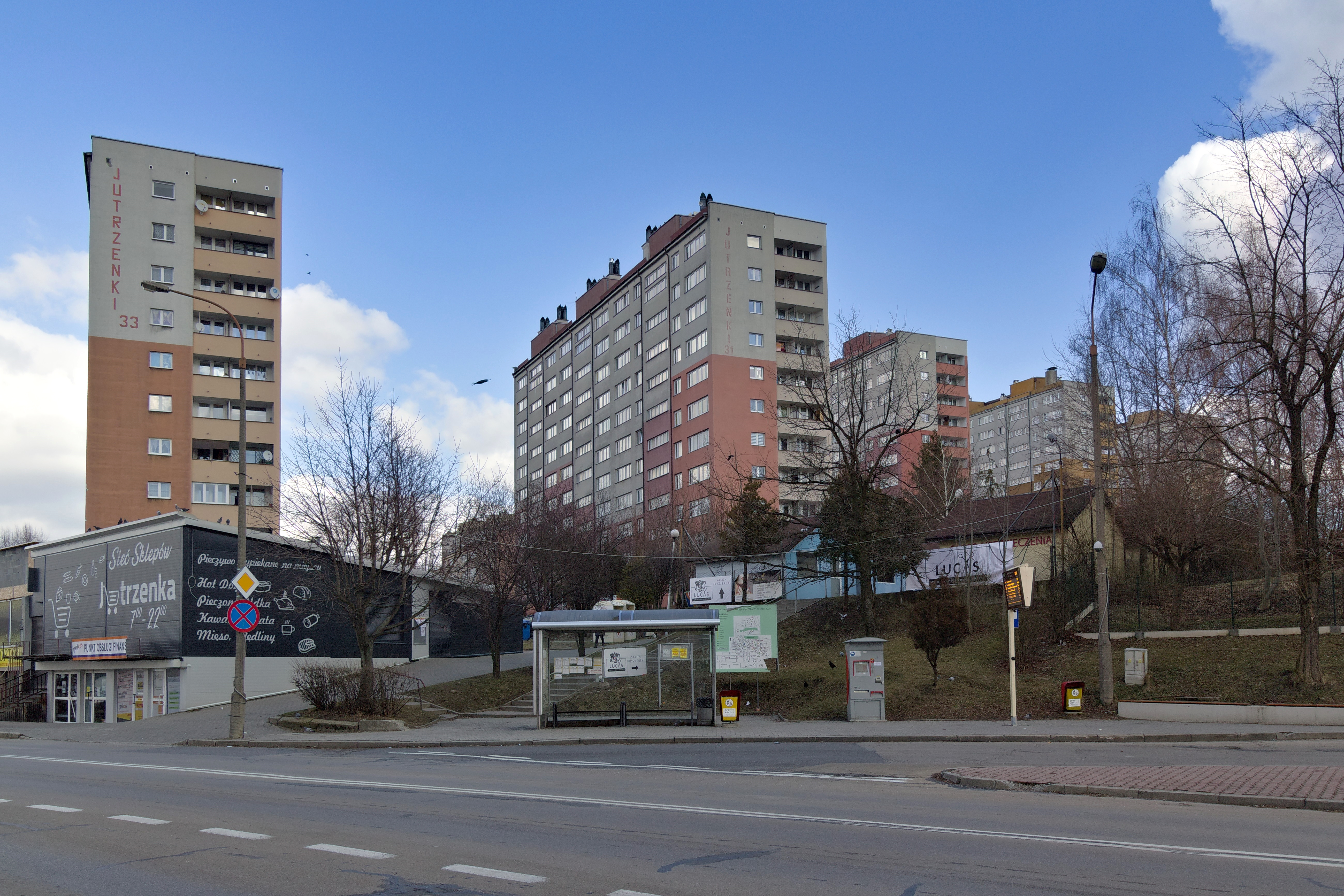
Centrum dzielnicy wokół pętli autobusowej
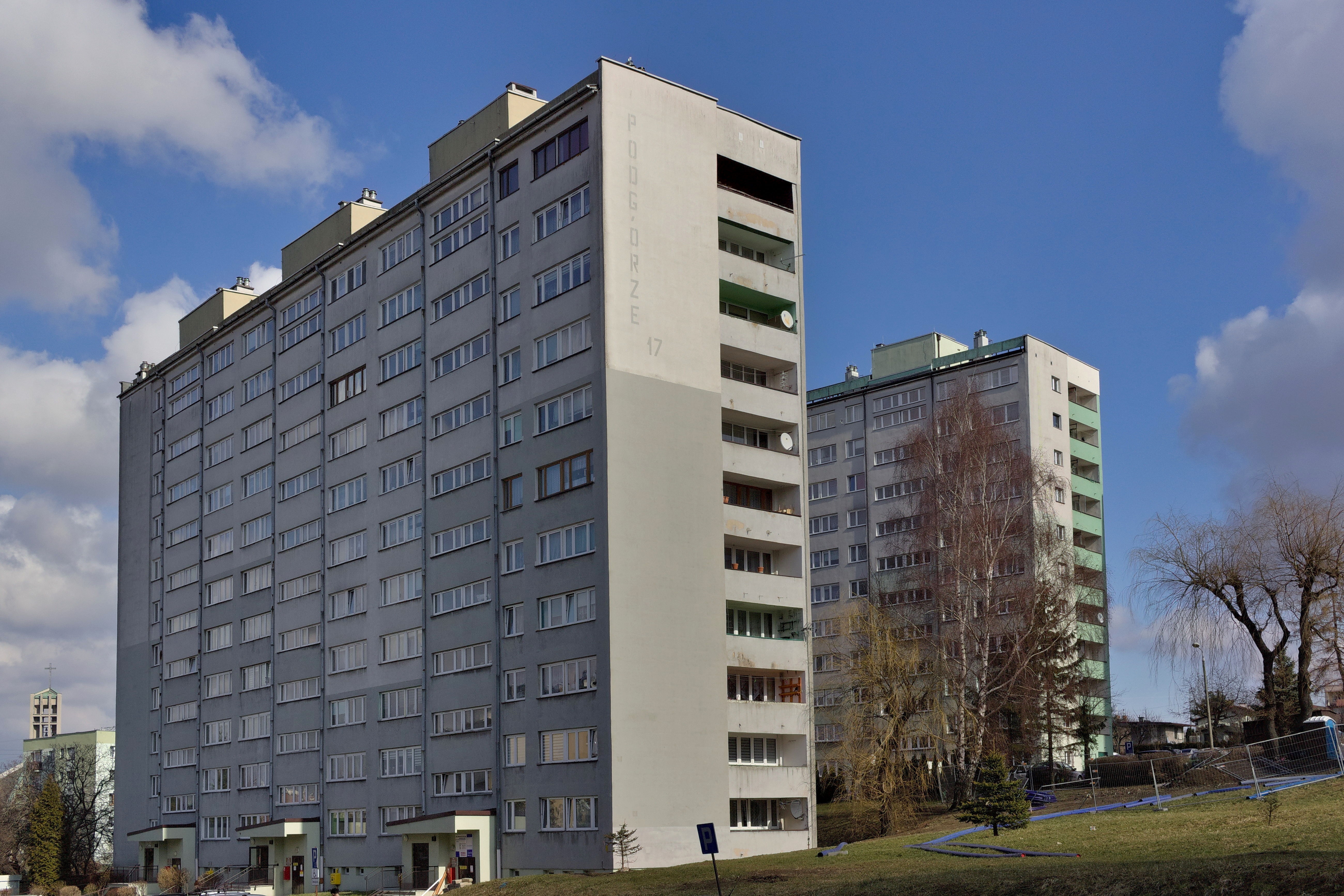
Bloki przy ulicy Podgórze
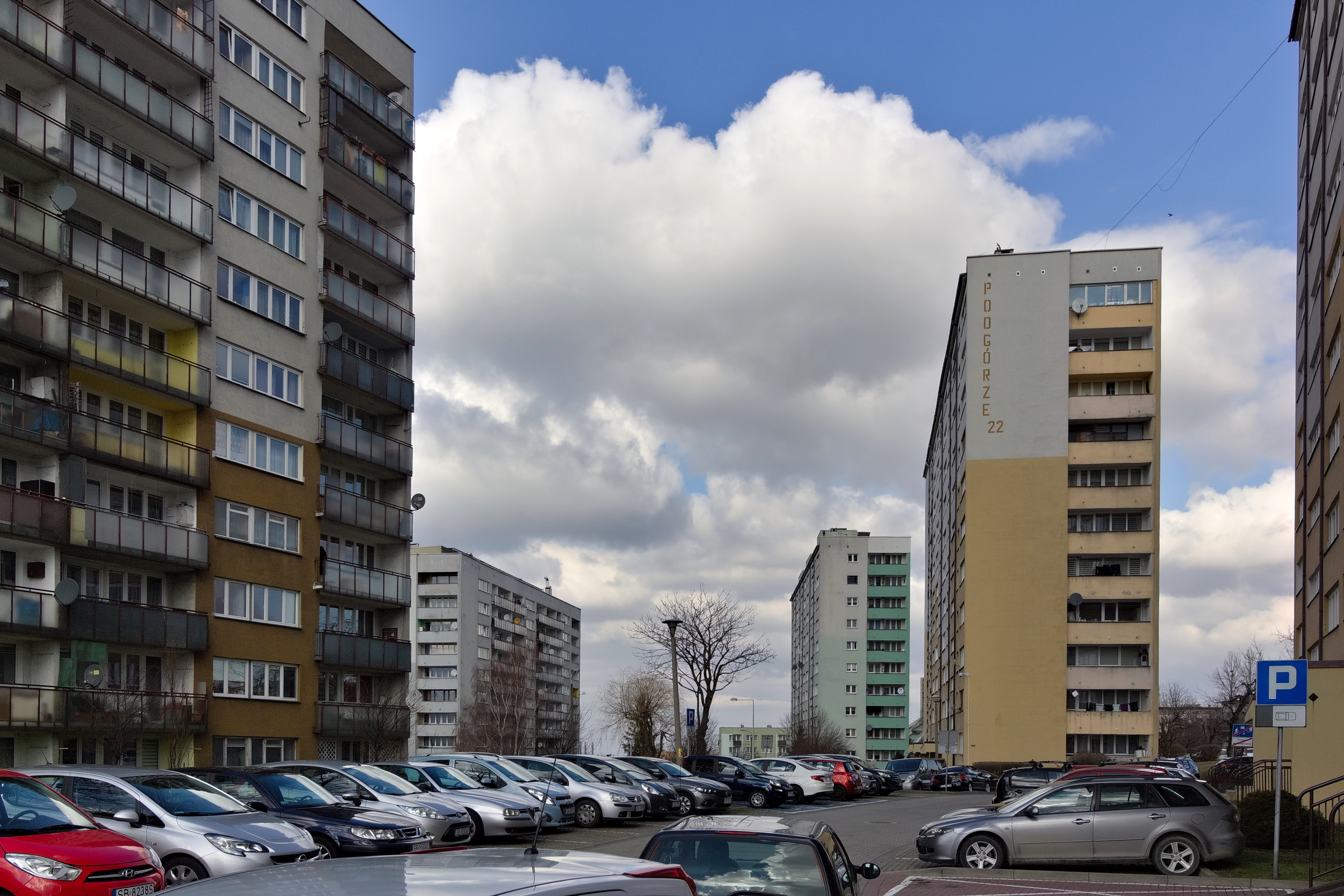
Bloki przy ulicy Podgórze
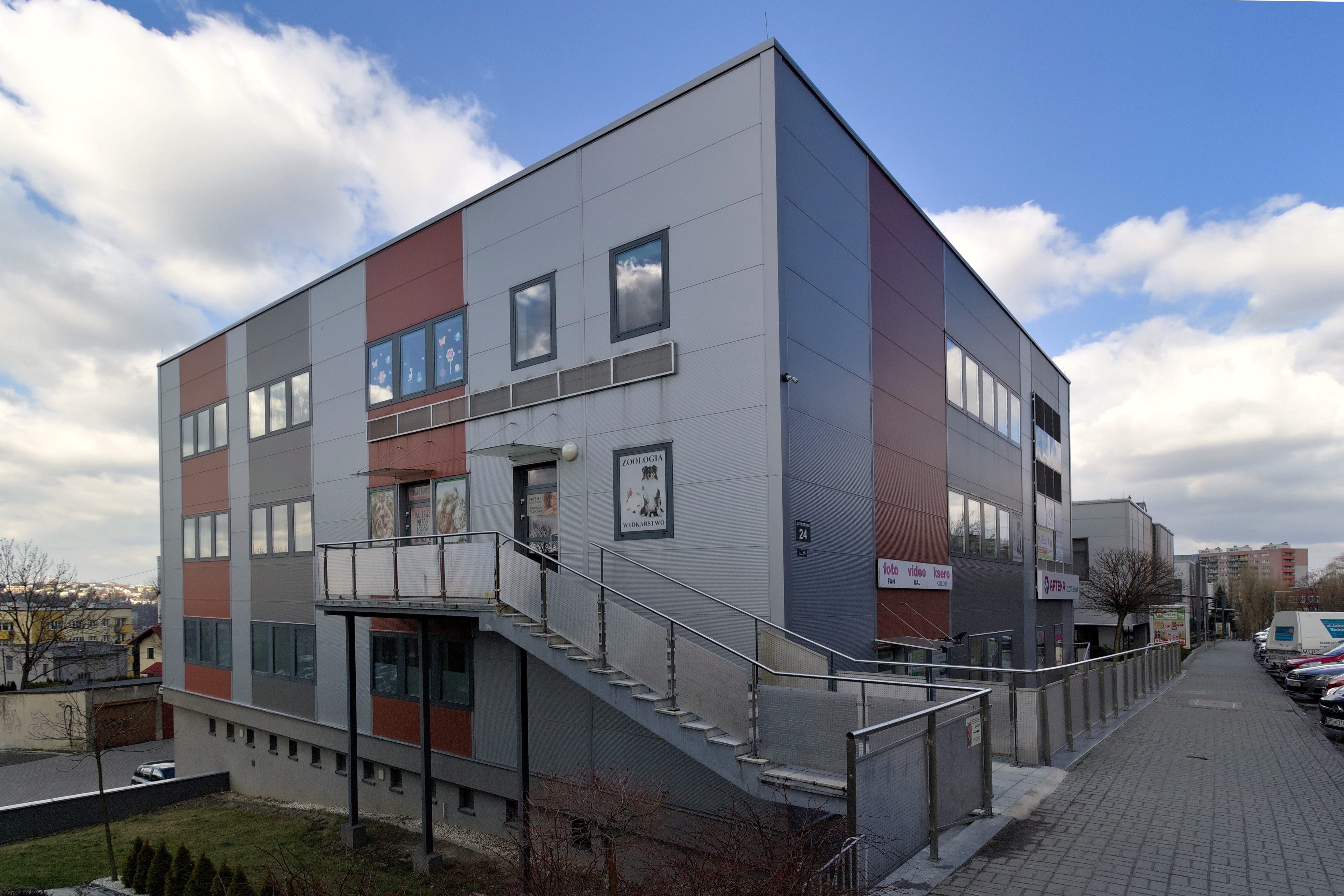
Pawilony usługowe wzdłuż ulicy Jutrzenki
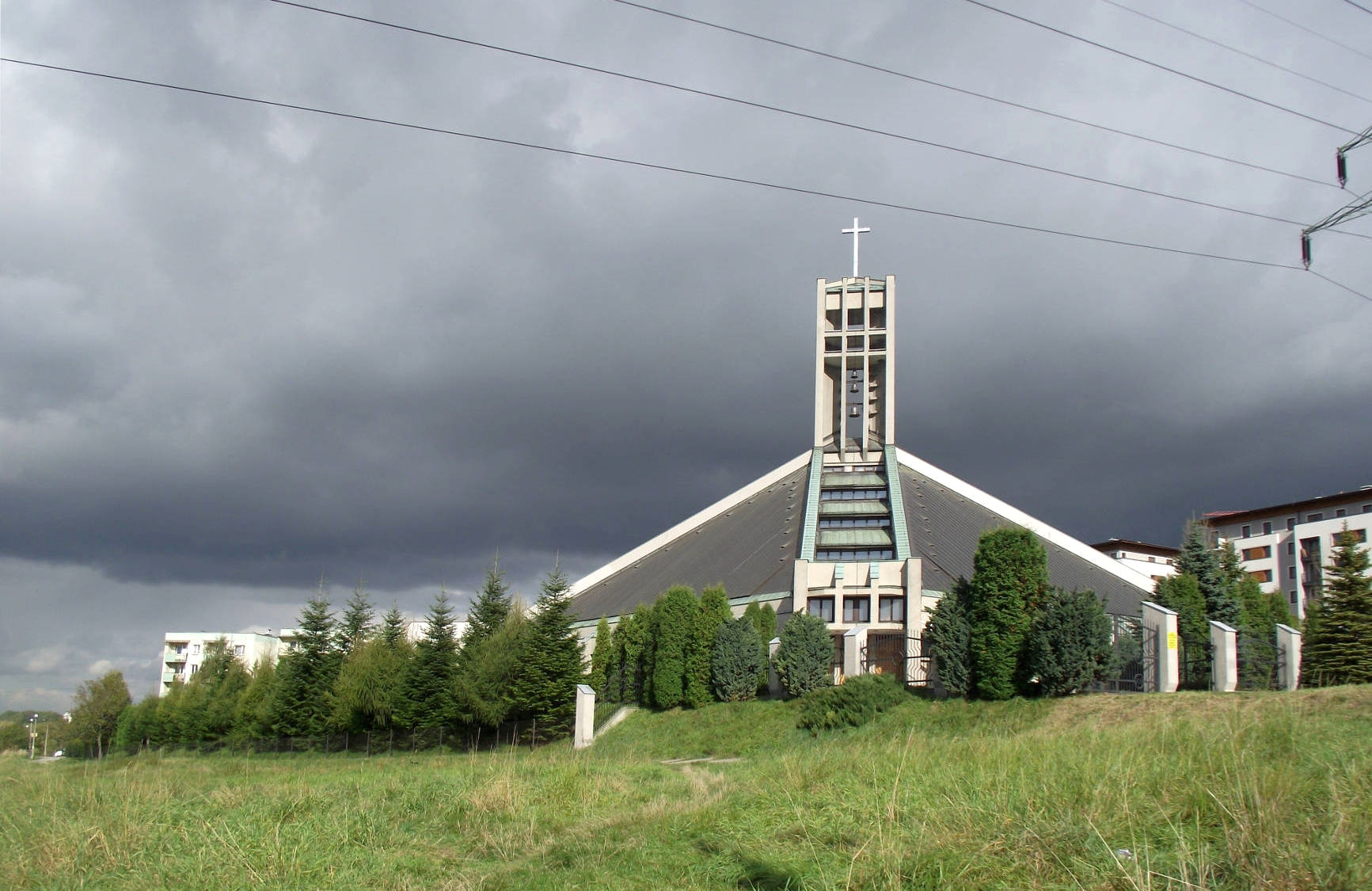
Kościół św. Józefa
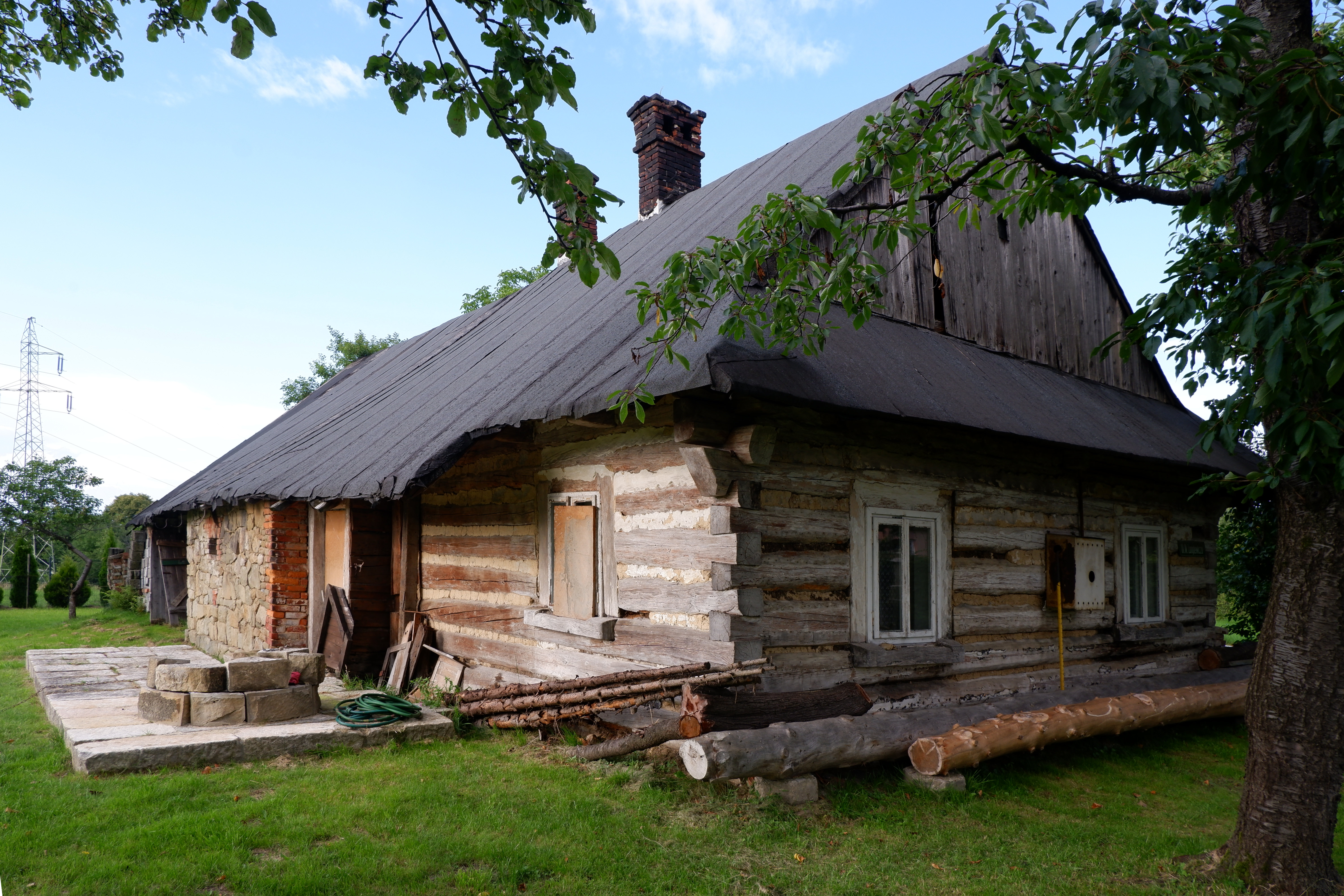
Dom drewniany przy ulicy Langiewicza 59 – pozostałość dawnej zabudowy
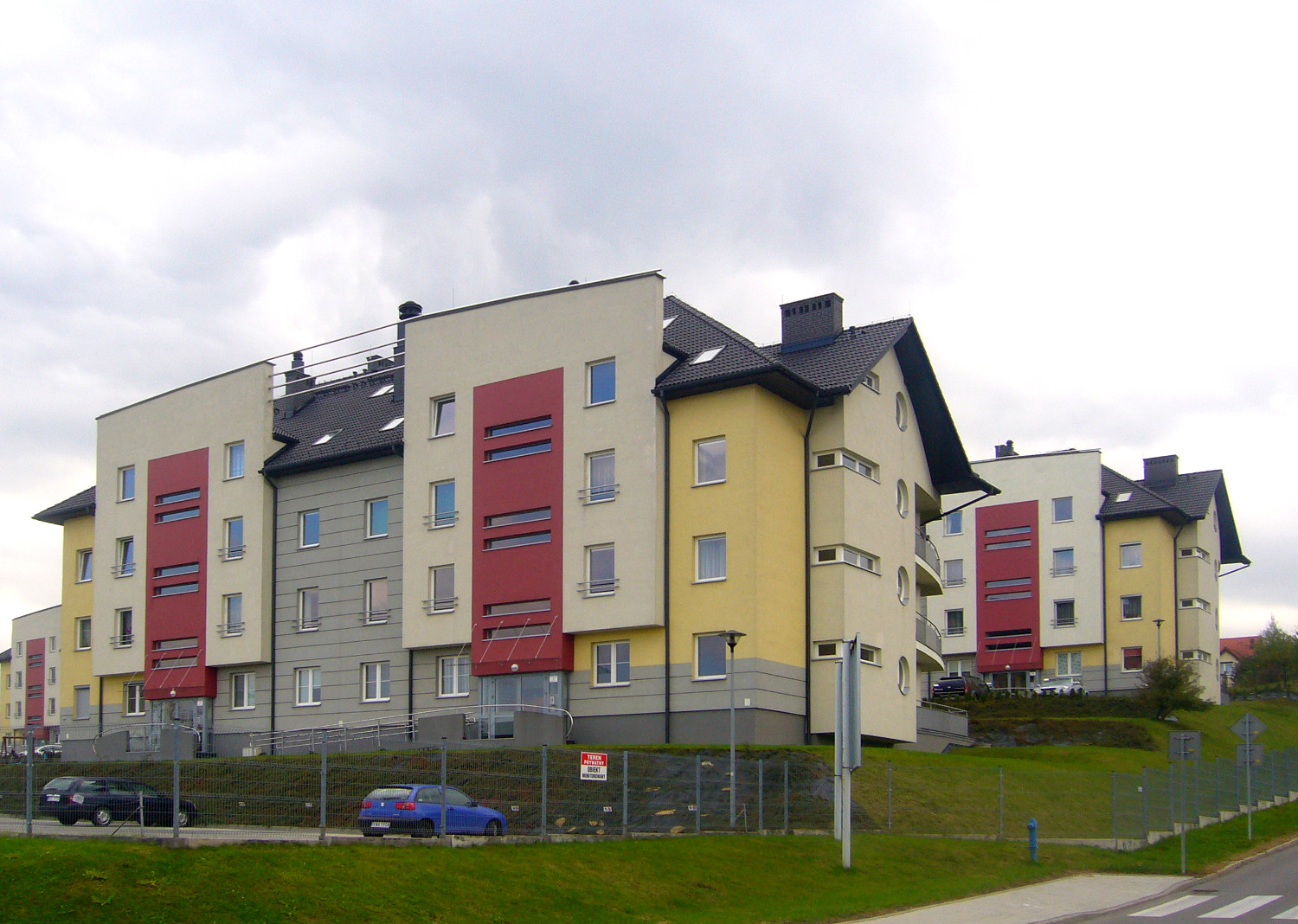
Złote Wzgórze
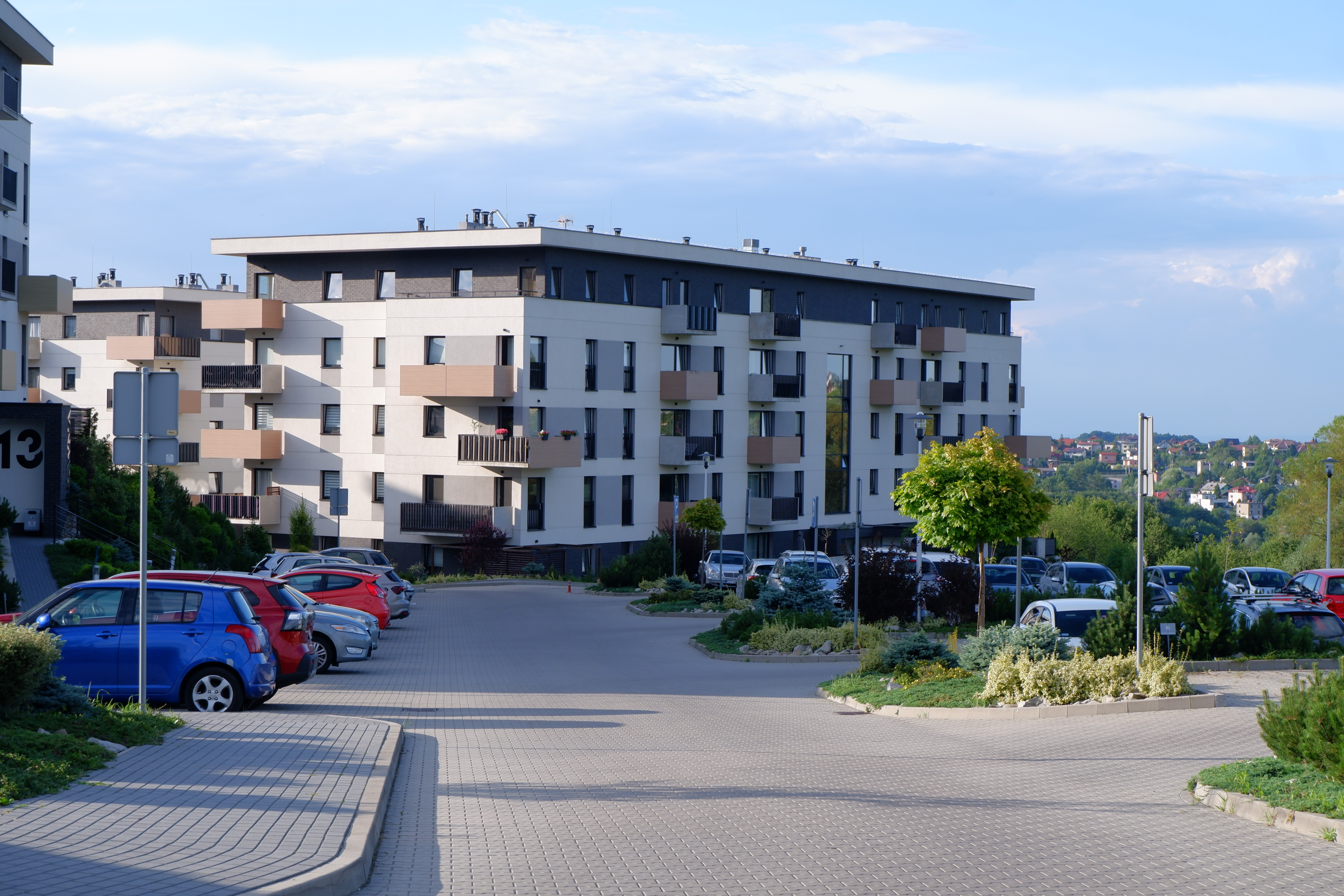
Osiedle Siewna